# شهرستان دینیویدی (ویرجینیا)
شهرستان دینیویدی، ویرجینیا (به انگلیسی: Dinwiddie County, Virginia) یک سکونتگاه مسکونی در ایالات متحده آمریکا است که در ویرجینیا واقع شده‌است.

## خصوصیات
شهرستان دینیویدی ۱٬۳۱۳٫۱۳ کیلومترمربع مساحت دارد.